# アルマダ (競走馬)
アルマダ（Armada、好利威、2001年 - ）はニュージーランドで生産された競走馬。香港ジョッキークラブに登録され、香港と日本で実績を残した。
日本では2008年の安田記念出走前まではアルマーダの表記も見られた。2009年の安田記念出走時には、当時中央競馬に在籍していた同名馬との区別のため、勝馬投票券の単勝・複勝・応援馬券における表記が「アルマダ(NZ)」とされた。

## 経歴
※馬齢は香港表記とする。

### 2005年/2006年シーズン
競走馬デビュー戦は2005年11月5日にシャティン競馬場でハンデ戦にコーリー・ブラウンが騎乗して、2着馬に2馬身半差をつけて初勝利を挙げた。次の2006年1月31日のレースも制し、次走の4月のレース以降はダグラス・ホワイトが騎乗し、1400メートルのレースを中心に4連勝し、当シーズンは6連勝で終えた。

### 2006年/2007年シーズン
シーズン初戦の重賞競走初挑戦となったHSBCプレミアボウル（香港G3）でアブソリュートチャンピオンに敗れて4着となり、デビュー戦以来の連勝は6でストップとなったが、続くインターナショナルマイルトライアル（香港G2）ではザデュークを2着に抑えて重賞競走初勝利を挙げた。しかし次走のG1競走初挑戦となった香港マイルでは、ザデュークに敗れての2着だった。そして2007年の初戦となったスチュワーズカップ（香港G1）を制してG1競走初勝利を挙げた。続くチェアマンズトロフィー（香港G2）ではグッドババに敗れて2着となり、レース後は使い詰めのローテーションによる疲労が溜まったために長期休養に入りシーズンを終えた。

### 2007年/2008年シーズン
約1年ぶりとなる長期休養明け初戦は2008年3月のクイーンズシルヴァージュビリーカップ（香港G1）となったが、再びグッドババに敗れての8着だったが、休み明け2戦目のチェアマンズトロフィー（香港G2）を制して重賞競走3勝目を挙げた。次のチャンピオンズマイルでは2番人気に支持されたが、またしてもグッドババに敗れての2着だった。レース後の5月28日には安田記念に出走するため同じく同レースに出走するグッドババとブリッシュラックらと共に初来日し、安田記念に向けて競馬学校で調整された。6月8日に行われた安田記念では、勝ったウオッカには3馬身半差をつけられるものの、2着に入り、出走した香港馬の中では最先着を果たしている。

### 2008年/2009年シーズン以降
2008年/2009年シーズン緒戦の国際スプリントトライアルでは5着に敗れたものの、香港マイルでは安田記念の成績とライバルのグッドババがさらに精彩を欠いていたため1番人気に推された。競走では道中はグッドババより前で競馬をしていたが直線であっさり交わされ、さらに追い込んだスピリトデルヴェント、スーパーホーネットに交わされ6着に敗れた。その後、3月のクイーンズシルヴァージュビリーカップではエリック・サンマルタン騎手との初コンビで挑んだが5着に敗れた。続く4月5日のチェアマンズトロフィーでは4着、4月26日のチャンピオンズマイルでは9着、6月7日の安田記念では8着と結果を出せなかった。
2009年/2010年シーズンは7戦するが未勝利に終わり、その後現役を引退した。

## 競走成績
| 年月日 | 年月日 | 年月日 | 競馬場 | 競走名                          | 格     | 頭数 | 枠番 | 馬番 | オッズ （人気） | 着順 | 騎手       | 斤 量 | 距離（馬場）  | タイム （上3F） | タイム 差 | 勝ち馬/（2着馬）             |
| 2005   | 11.    | 5      | 沙田   | パナソニックIH ウォームジャーH  |        | 12   |      |      | 23.65（-人）    | 1着  | C.ブラウン | 56    | 芝1200m（良） | 1:09.4（-.-）   |           | （ラッキーフルーツ）         |
| 2006   | 1.     | 31     | 沙田   | ファッチョイH                   |        | 14   |      |      | -.-（-人）      | 1着  | C.ブラウン | 54    | 芝1400m（良） | 1:21.2（-.-）   |           | （スピニングシティ）         |
|        | 4.     | 1      | 沙田   | マウントキャメロンH             |        | 14   |      |      | -.-（-人）      | 1着  | D.ホワイト | 58    | 芝1400m（良） | 1:21.8（-.-）   |           | （ディスガイズ）             |
|        | 4.     | 30     | 沙田   | ウォンC                         |        | 14   |      |      | -.-（-人）      | 1着  | D.ホワイト | 55    | 芝1400m（良） | 1:22.2（-.-）   |           | （ウィニングリワード）       |
|        | 5.     | 28     | 沙田   | スーパーウィンH                 |        | 14   |      |      | 1.4（1人）      | 1着  | D.ホワイト | 58.5  | 芝1400m（重） | 1:23.7（-.-）   |           | （スプリームクラス）         |
|        | 7.     | 2      | 沙田   | シャティンマイルT               |        | 14   | 6    | 8    | 1.4（1人）      | 1着  | D.ホワイト | 56    | 芝1600m（良） | 1:34.7（-.-）   | 0.0       | （オールズウェル）           |
|        | 10.    | 29     | 沙田   | HSBCプレミアボウル              | HKG-G3 | 14   | 10   | 9    | 10.5（3人）     | 4着  | D.ホワイト | 51.5  | 芝1200m（良） | 1:08.3（-.-）   | 0.2       | アブソリュートチャンピオン   |
|        | 11.    | 19     | 沙田   | 国際Mトライアル                 | HKG-G2 | 11   | 1    | 9    | 2.75（1人）     | 1着  | D.ホワイト | 56    | 芝1600m（良） | 1:34.0（-.-）   |           | （ザデューク）               |
|        | 12.    | 10     | 沙田   | 香港M                           | G1     | 14   | 5    | 6    | 2.2（1人）      | 2着  | D.ホワイト | 57    | 芝1600m（良） | 1:33.4（-.-）   | 0.0       | ザデューク                   |
| 2007   | 1.     | 28     | 沙田   | スチュワーズC                   | G1     | 13   | 4    | 5    | 2.15（1人）     | 1着  | D.ホワイト | 57    | 芝1600m（良） | 1:34.1（-.-）   |           | ハロープリティ               |
|        | 3.     | 18     | 沙田   | チェアマンズT                   | HKG-G2 | 7    | 4    | 1    | -.-（-人）      | 2着  | D.ホワイト | 57    | 芝1600m（良） | 1:34.3（-.-）   | 0.1       | グッドババ                   |
| 2008   | 3.     | 16     | 沙田   | クイーンズシルヴァージュビリーC | HKG-G1 | 12   | 1    | 2    | -.-（-人）      | 8着  | D.ホワイト | 57    | 芝1400m（良） | 1:22.3（-.-）   | 1.0       | グッドババ                   |
|        | 4.     | 6      | 沙田   | チェアマンズT                   | HKG-G2 | 10   | 6    | 1    | 3.65（1人）     | 1着  | D.ホワイト | 56    | 芝1600m（良） | 1:33.7（-.-）   | 0.0       | （ジャックポットディライト） |
|        | 4.     | 27     | 沙田   | チャンピオンズM                 | G1     | 10   | 7    | 1    | 2.1（1人）      | 2着  | D.ホワイト | 57    | 芝1600m（良） | 1:33.7（-.-）   | 0.2       | グッドババ                   |
|        | 6.     | 8      | 東京   | 安田記念                        | GI     | 18   | 8    | 16   | 15.5（5人）     | 2着  | D.ホワイト | 58    | 芝1600m（良） | 1:33.3 (34.8)   | 0.6       | ウオッカ                     |
|        | 11.    | 23     | 沙田   | 国際Sトライアル                 | HKG-G2 | 12   | 1    | 10   | 7.6（5人）      | 5着  | D.ホワイト | 56    | 芝1200m（良） | 1.08.44（-.-）  | 0.24      | エンシューズド               |
|        | 12.    | 14     | 沙田   | 香港M                           | G1     | 14   | 3    | 4    | （1人）         | 6着  | D.ホワイト | 57    | 芝1600m（良） | 1:33.31（-.-）  | 0.60      | グッドババ                   |

※競走成績は2008年12月14日現在。

※香港の地元グレード制競走については国際セリ名簿基準書における国際格付けではないためHKG-Gと表記した（競馬の競走格付けを参照）。

## 血統表
| アルマダの血統（ノーザンダンサー系 / アウトブリード） | アルマダの血統（ノーザンダンサー系 / アウトブリード） | アルマダの血統（ノーザンダンサー系 / アウトブリード） | （血統表の出典）    | （血統表の出典） |
| 父 Towkay 1994 鹿毛                                   | 父の父*ラストタイクーン 1983 黒鹿毛                   | *トライマイベスト                                     | Northern Dancer     | Northern Dancer  |
| 父 Towkay 1994 鹿毛                                   | 父の父*ラストタイクーン 1983 黒鹿毛                   | *トライマイベスト                                     | Sex Appeal          |                  |
| 父 Towkay 1994 鹿毛                                   | 父の父*ラストタイクーン 1983 黒鹿毛                   | Mill Princess                                         | Mill Reef           | Mill Reef        |
| 父 Towkay 1994 鹿毛                                   | 父の父*ラストタイクーン 1983 黒鹿毛                   | Mill Princess                                         | Irish Lass          |                  |
| 父 Towkay 1994 鹿毛                                   | 父の母Princess Tracy 1981                             | Ahonoora                                              | Lorenzaccio         | Lorenzaccio      |
| 父 Towkay 1994 鹿毛                                   | 父の母Princess Tracy 1981                             | Ahonoora                                              | Helen Nichols       |                  |
| 父 Towkay 1994 鹿毛                                   | 父の母Princess Tracy 1981                             | Princess Ru                                           | Princely Gift       | Princely Gift    |
| 父 Towkay 1994 鹿毛                                   | 父の母Princess Tracy 1981                             | Princess Ru                                           | Chiru               |                  |
| 母 Dance in Time 1990                                 | 母の父Red Tempo 1979 栗毛                             | Mussorgsky                                            | Tudor Melody        | Tudor Melody     |
| 母 Dance in Time 1990                                 | 母の父Red Tempo 1979 栗毛                             | Mussorgsky                                            | Enticement          |                  |
| 母 Dance in Time 1990                                 | 母の父Red Tempo 1979 栗毛                             | Poco Tempo                                            | Small Time          | Small Time       |
| 母 Dance in Time 1990                                 | 母の父Red Tempo 1979 栗毛                             | Poco Tempo                                            | Plumage             |                  |
| 母 Dance in Time 1990                                 | 母の母My Ballerina 1981                               | *バルメリーノ                                         | Trictrac            | Trictrac         |
| 母 Dance in Time 1990                                 | 母の母My Ballerina 1981                               | *バルメリーノ                                         | Dulcie              |                  |
| 母 Dance in Time 1990                                 | 母の母My Ballerina 1981                               | My Elizabeth                                          | Copsale             | Copsale          |
| 母 Dance in Time 1990                                 | 母の母My Ballerina 1981                               | My Elizabeth                                          | Fairylike F-No.22-b |                  |